# 帆かけ
帆かけ（Butterfly sex position・ほかけ）は、正常位に似た性交体位の一つ。
正常位では仰向けになった女性がひざを曲げて足を開いた、いわゆるM字開脚の体勢でペニスを挿入する。それに対し、帆かけでは女性のひざをまっすぐに伸ばしたまま性器を結合する。このため、男性は女性の足を抱きながらピストン運動を行う。
女性にとって非常に楽な体位であるため、性感が得られやすく、女性に人気が高い。